# Kevin Frandsen
Kevin Vincent Frandsen (* 24. Mai 1982 in Los Gatos, Kalifornien) ist ein US-amerikanischer Baseballspieler in der Major League Baseball. Sein erstes Spiel bestritt er am 28. April 2006 für die San Francisco Giants. Frandsen ist als Allrounder bekannt (engl.:„Utility-Player“), wo seine meisten Einsätze hauptsächlich die des Pinch Hitters, des Second- und Third Basemans betreffen.
Am 26. März 2014, unterschrieb Frandsen einen Vertrag bei den Washington Nationals bis frühestens 2016, um anschließend als Free Agent klassifiziert werden zu können. Seine offiziellen Gehaltseinnahmen als Profi betragen bis dato 2.938.000 US-Dollar.